# Weststadt (Osnabrück)
Weststadt, Osnabrück-Weststadt – dzielnica miasta Osnabrück w Niemczech, w kraju związkowym Dolna Saksonia.